# Albatros D.IX
L'Albatros D.IX, designazione aziendale L 37, era un caccia monomotore biplano realizzato dalla allora azienda tedesco imperiale Albatros Flugzeugwerke GmbH negli anni dieci del XX secolo e rimasto allo stadio di prototipo.
Basato sul precedente D.VII, anch'esso non sviluppato oltre la prima fase e dal quale si differenziava per l'introduzione di alcune migliorie a livello strutturale e l'adozione di una diversa motorizzazione, venne prodotto in un solo esemplare perché ritenuto dalle prestazioni insufficienti.

## Storia del progetto
Come risultato della veloce evoluzione dell'arma aerea durante tutta la prima guerra mondiale, dove entrambe le contrapposte forze delle nazioni della Triplice intesa e degli Imperi centrali riuscivano a sviluppare aerei sempre più avanzati, all'inizio del 1918, l'Idflieg esortava le aziende aeronautiche a sviluppare nuovi modelli in grado di raggiungere prestazioni superiori di quelle fornite dai velivoli già in servizio nei reparti della Luftstreitkräfte, la componente aerea del Deutsches Heer (l'esercito imperiale tedesco). In quest'ambito anche l'Albatros Flugzeugwerke avviò la costruzione di un modello che riuscisse a superare le prestazioni del precedente D.VII il cui sviluppo venne abbandonato.
A tale scopo il gruppo di lavoro che faceva capo all'ingegnere Robert Thelen avviò uno sviluppo parallelo di due distinti nuovi modelli che avevano tra loro molte soluzioni tecniche condivise e che si distinguevano essenzialmente per la motorizzazione, diversa per casa costruttrice, architettura e potenza erogata, l'Albatros D.IX ed il D.X.
Benché strutturalmente risultassero simili al D.VII, per ottenere una maggiore velocità massima venne ottimizzato il disegno della fusoliera abbandonando la sezione ellissoidale per una più squadrata, "tagliata" su fianchi e parte ventrale raccordati tra loro con angoli smussati, mantenendo la copertura della stessa in pannelli di compensato.
Nel D.IX la velatura biplana e l'impennaggio restarono sostanzialmente invariati e per la propulsione si optò per un motore Mercedes D.IIIa, un sei cilindri in linea raffreddato a liquido in grado di erogare una potenza pari a 160 PS (118 kW) ed abbinato ad un'elica bipala in legno a passo fisso.
Il prototipo venne portato in volo nei primi mesi del 1918 ma le prestazioni continuarono ad essere inferiori alle aspettative ed il progetto venne abbandonato.

## Utilizzatori
Germania
- Luftstreitkräfte